# Берёза Шмидта
Берёза Шми́дта, или берёза желе́зная (лат. Betula schmidtii), — вид деревьев рода Берёза семейства Берёзовые (Betulaceae). Принадлежит к числу редких древесных пород на территории России.
Вид назван в честь Фёдора Шмидта  — российского ботаника, первым обнаружившего этот вид берёзы.

## Ботаническое описание
Дерево высотой до 25 м (реже до 35 м) с диаметром ствола до 70—80 см.
Корневая система развитая: от стержневого корня отходят 4—6 крупных боковых и много мелких корней. 
Кора с трещинами, характеризуется шелушением и отслаиванием, по цвету серовато-кремовая, бежевая, у молодых деревьев почти коричневая.
Кора у молодых веток тёмно-вишневая. Ветви фиолетово-коричневого оттенка, иногда со смолистыми железами.
Листья на черешке, яйцевидные, овально-эллиптические или эллиптические, 4—8 см длиной, 2,5—4,5 см шириной, схожи с листьями ольхи серой, с 7—10 парами резко обозначенных снизу жилок, голые сверху, с опушением и  желёзками по жилкам снизу, короткочерешковые. Край листа нерегулярно или двукратно зазубренный.
Женские сережки длиной до 3 см, с 200—300 бескрылых, длиной до 2 мм плодов, созревающих в конце лета — начале осени.

## Распространение и экология
Встречается только на крайнем юго-западе Приморья — в Хасанском и Владивостокском районах (заповедник «Кедровая Падь», устья рек, впадающих в Амурский зaлив, и правых нижних притоков реки Раздольной на территории Владивостокского района; остров Русский и полуостров Муравьева-Амурского — бухты Три камня и Горностай). Растёт на средних и верхних частях горных склонов, редко спускается в долины. 
Произрастает также в Китае (Цзилинь, Ляонин), Японии (остров Хонсю) и на севере Корейского полуострова.
Растёт берёза Шмидта обычно у скал, на хорошо дренированных, часто скелетных (содержащих  обломки невыветрелых пород и минералов крупнее 3 мм или, по другим классификациям, крупнее 1 мм) почвах среди кедрово-широколиственного леса, в котором основной лесообразующей породой является корейский кедр, или сосна корейская (лат. Pínus koraiénsis), и среди смешанного леса, дубняков, сосняков. Чистых насаждений не образует. В горы поднимается до 600—650 м над уровнем моря. Переувлажнения почвы не выносит. Теплолюбива и очень светолюбива. Доживает до 300—350 лет. Возобновляется семенами (особенно на прогалинах и рыхлых почвах) и порослью от пня, появляющейся до 100—120-летнего возраста.  
По сравнению с другими берёзами растёт медленно. В заповеднике «Кедровая Падь» в возрасте 190 лет имела высоту 17,85 м, диаметр на высоте груди человека 31,3 см в коре и 30,4 см без коры.
Разводится семенами (лучшие результаты получаются при осеннем посеве свежесобранными семенами или по снегу) и зелёными черенками, которые дают до 35 % укоренения. Нормы высева свежих чистых семян — 4—5 г на 1 м², глубина заделки не больше 0,5 см. Семена быстро теряют всхожесть и поэтому должны быть высеяны в ближайшую осень. Сеянцы из питомника высаживаются в возрасте не моложе двух лет. 
Берёза Шмидта относится к породам, хорошо сопротивляющимся лесным пожарам. 
В условиях ботанических садов успешно развивается в Москве, Санкт-Петербурге, Липецке. Саженцы берёзы Шмидта можно найти в продаже на Дальнем Востоке и в Москве. В Московской области зимует удовлетворительно.
По данным Л. В. Любарского и Л. Н. Васильевой, на берёзе Шмидта найдены следующие дереворазрушающие грибы: трутовик серно-жёлтый, трутовик ложный, трутовик настоящий, трутовик плоский.

## Значение и применение
Прочность древесины на изгиб больше, чем у чугуна, и в 3,5 раза больше, чем у дуба. Древесина плотная, очень тяжёлая: даже в комнатно-сухом (влажность до 10%) состоянии её плотность выше 1 г/см³[уточнить], по другим данным — 0,98 г/см³ при влажности 15%, 0,96 г/см³ при 12%, 0,93 г/см³ в абсолютно сухом состоянии. Годичные слои в древесине берёзы Шмидта слабо заметны, часто встречаются косослой и свилеватость. Цвет дерева на поверхности свежего спила грязновато-розовый, при хранении в воде древесина темнеет. По крепости древесины берёза Шмидта превосходит все дальневосточные породы, она крепче самшита, во многих изделиях может заменить бакаут, применяется в машиностроении (в качестве заменителя металла для подшипников вагонеток, ползунов лесопильных рам, челноков текстильных машин и других механизмов). Хорошо обрабатывается режущим и токарным инструментом, отлично полируется.
В 1932 году технический отдел Совторгфлота произвёл опыт изготовления из железной берёзы подшипников для главной паровой машины одного из портовых катеров. Эксперимент сочли успешным. Подшипники работали долгое время с низким коэффициентом трения и дали целый ряд положительных показателей.
Берёза Шмидта — официальный символ Мунгёна, города в провинции Кёнсан-Пукто, Южная Корея.

## Таксономия
Вид Берёза Шмидта входит в род Берёза (Betula) подсемейства Берёзовые (Betuloideae) семейства Берёзовые (Betulaceae) порядка Букоцветные (Fagales).
|  |                                      |  |                                                             |                                                             |                     |  | ещё 7 семейств (согласно Системе APG II) | ещё 7 семейств (согласно Системе APG II)                   |                                                            |  |  |  | ещё 1—2 рода        | ещё 1—2 рода      |  |  |
|  |                                      |  |                                                             |                                                             |                     |  | ещё 7 семейств (согласно Системе APG II) | ещё 7 семейств (согласно Системе APG II)                   |                                                            |  |  |  | ещё 1—2 рода        | ещё 1—2 рода      |  |  |
|  |                                      |  |                                                             | порядок Букоцветные                                         |                     |  |                                          |                                                            | подсемейство Берёзовые                                     |  |  |  |                     | вид Берёза Шмидта |  |  |
|  |                                      |  |                                                             | порядок Букоцветные                                         |                     |  |                                          |                                                            | подсемейство Берёзовые                                     |  |  |  |                     | вид Берёза Шмидта |  |  |
|  | отдел Цветковые, или Покрытосеменные |  |                                                             |                                                             | семейство Берёзовые |  |                                          |                                                            | род Берёза                                                 |  |  |  |                     |                   |  |  |
|  | отдел Цветковые, или Покрытосеменные |  |                                                             |                                                             |                     |  |                                          |                                                            |                                                            |  |  |  |                     |                   |  |  |
|  |                                      |  | ещё 44 порядка цветковых растений (согласно Системе APG II) | ещё 44 порядка цветковых растений (согласно Системе APG II) |                     |  |                                          | ещё одно подсемейство, Лещиновые (согласно Системе APG II) | ещё одно подсемейство, Лещиновые (согласно Системе APG II) |  |  |  | ещё более 110 видов |                   |  |  |
|  |                                      |  |                                                             | ещё 44 порядка цветковых растений (согласно Системе APG II) |                     |  |                                          |                                                            | ещё одно подсемейство, Лещиновые (согласно Системе APG II) |  |  |  |                     |                   |  |  |

Японские систематики выделяют форму Betula schmidtii Regel f. angustifolia (Makino & Nemoto) Sugim. ex H.Ohba, которая ранее считалась разновидностью Betula schmidtii Regel var. angustifolia Makino & Nemoto.